# Valantia muralis
Valantia muralis är en måreväxtart som beskrevs av Carl von Linné. Valantia muralis ingår i släktet Valantia och familjen måreväxter.

## Underarter
Arten delas in i följande underarter:
- V. m. intricata
- V. m. muralis